# Autoportrait avec « L'Humanité »
Autoportrait avec « L'Humanité » est un tableau réalisé par le peintre espagnol Salvador Dalí en 1923. Ce carton exécuté à la détrempe, à la peinture à l'huile et par collage est un autoportrait où l'on distingue un exemplaire de L'Humanité. Partie de la collection de la mairie de Figueras, il se trouve en dépôt à la Fondation Gala-Salvador Dalí.